# Shiroishi, Saga

Shiroishi (白石町 Shiroishi-chō?) este un oraș din Japonia, prefectura Saga.